# دژ سن-ژان (لیون)
دژ سن-ژان (فرانسوی: Fort Saint-Jean‎) یک دژ در شهر لیون، فرانسه است که در سال ۱۸۳۴ میلادی ساخته شده‌است.

## نگارخانه

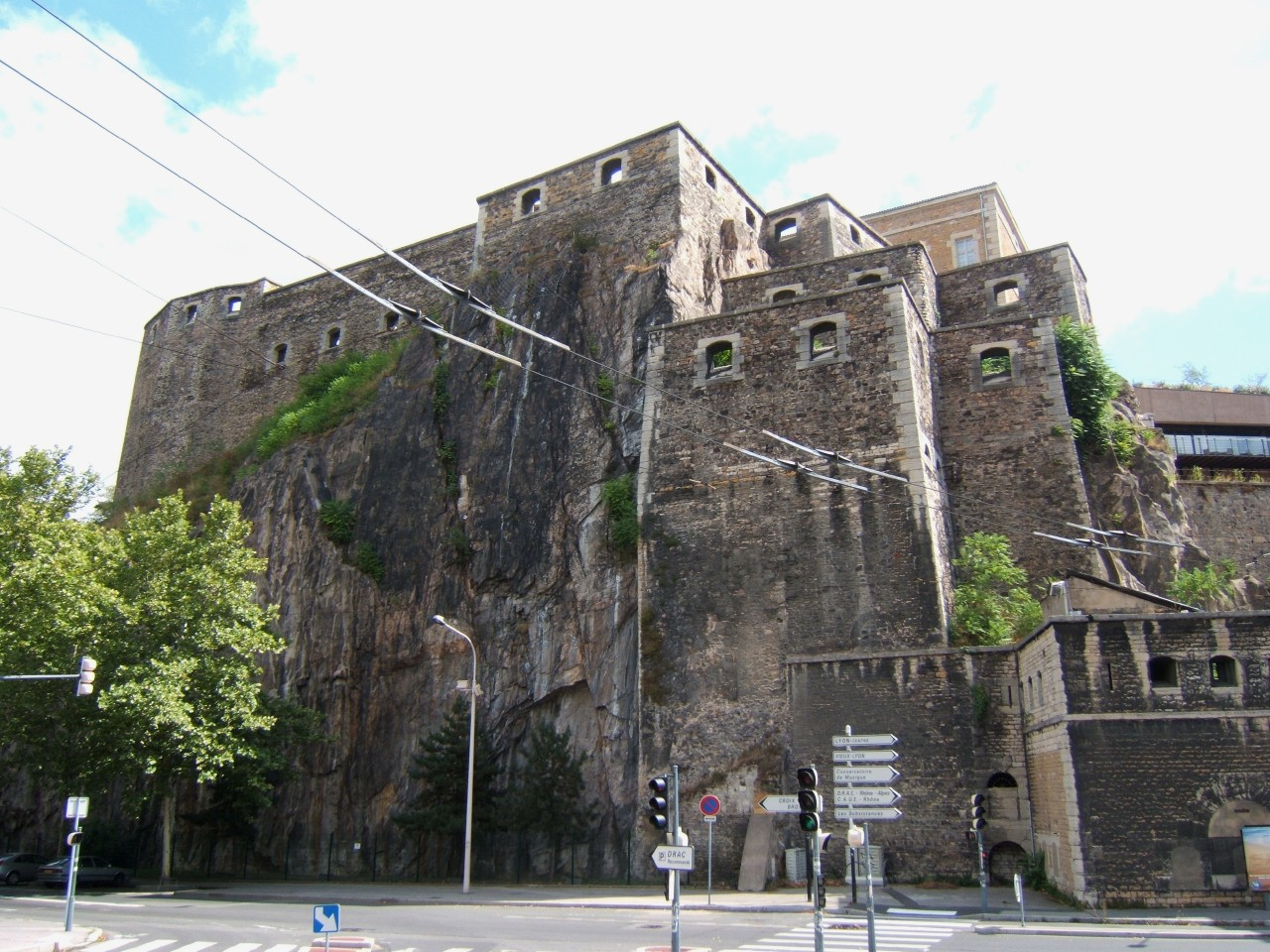
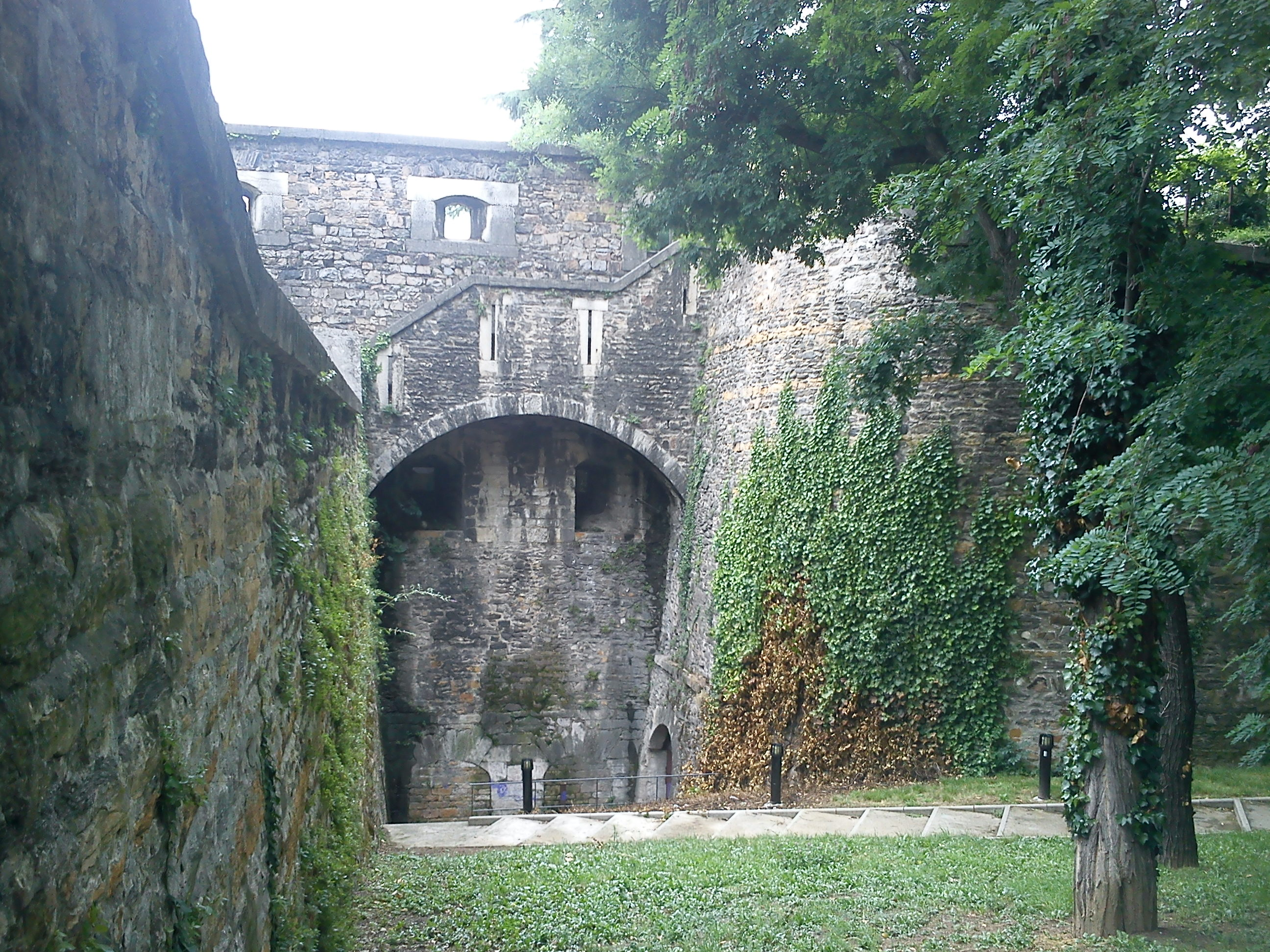
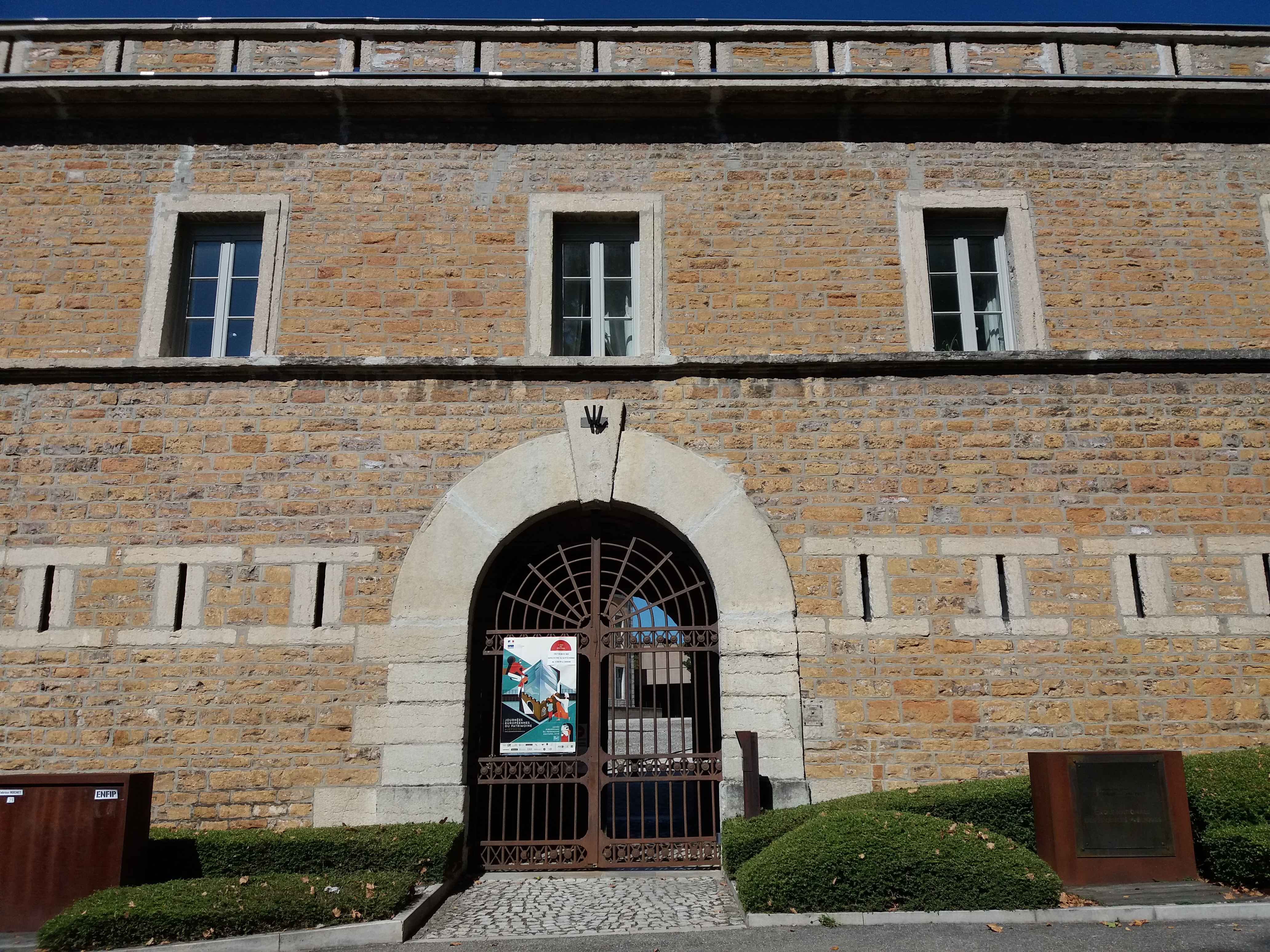
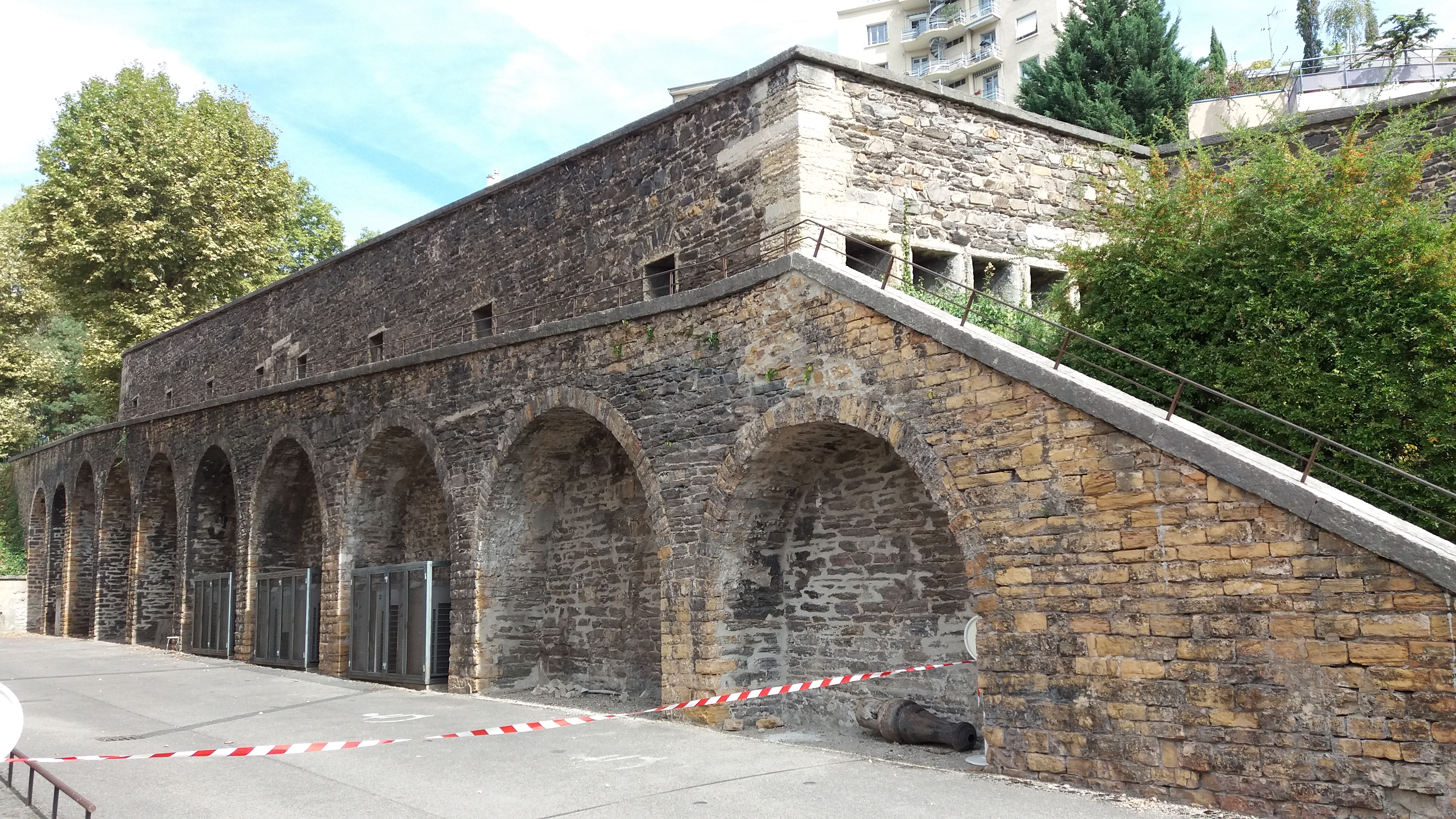
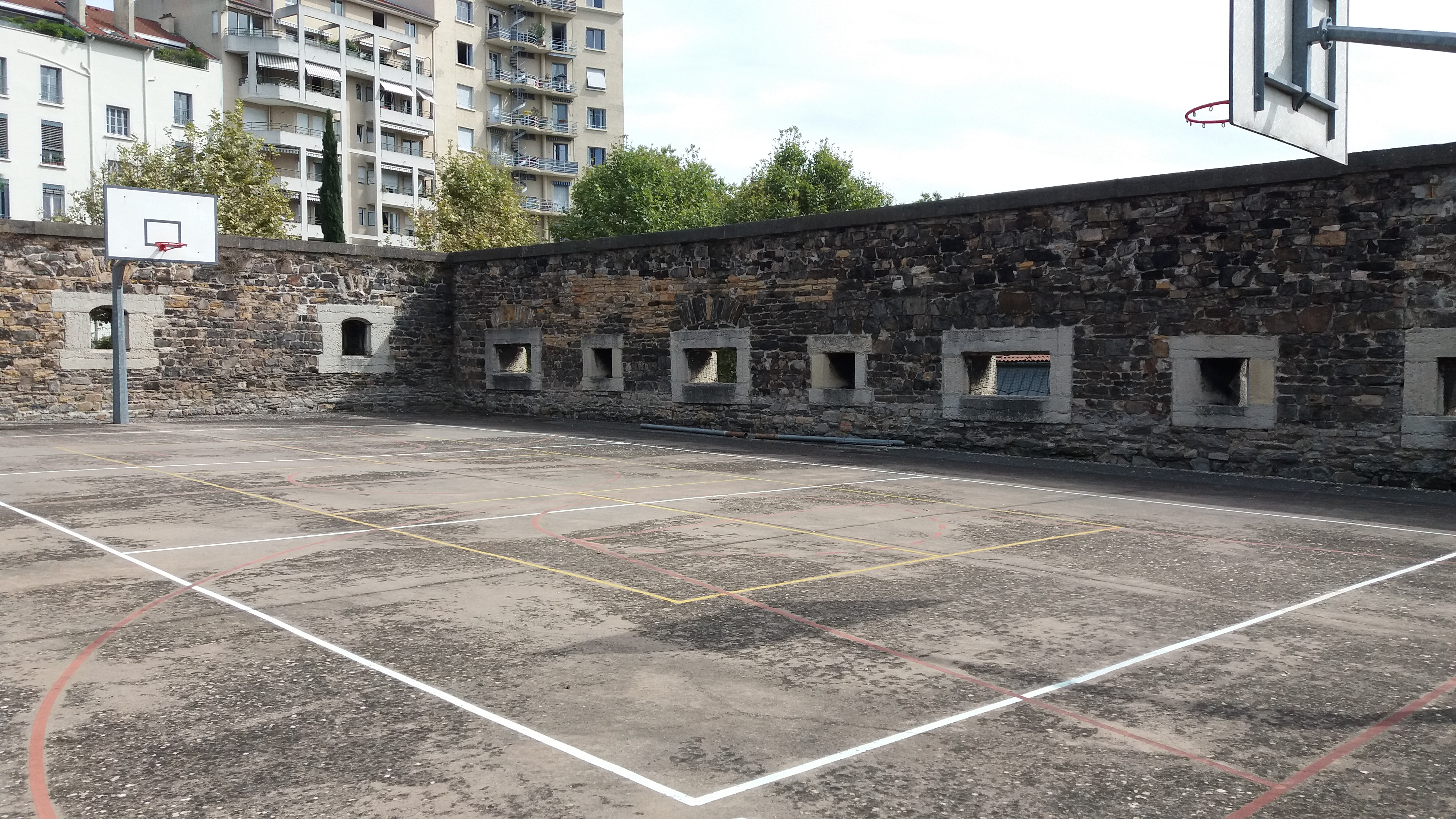
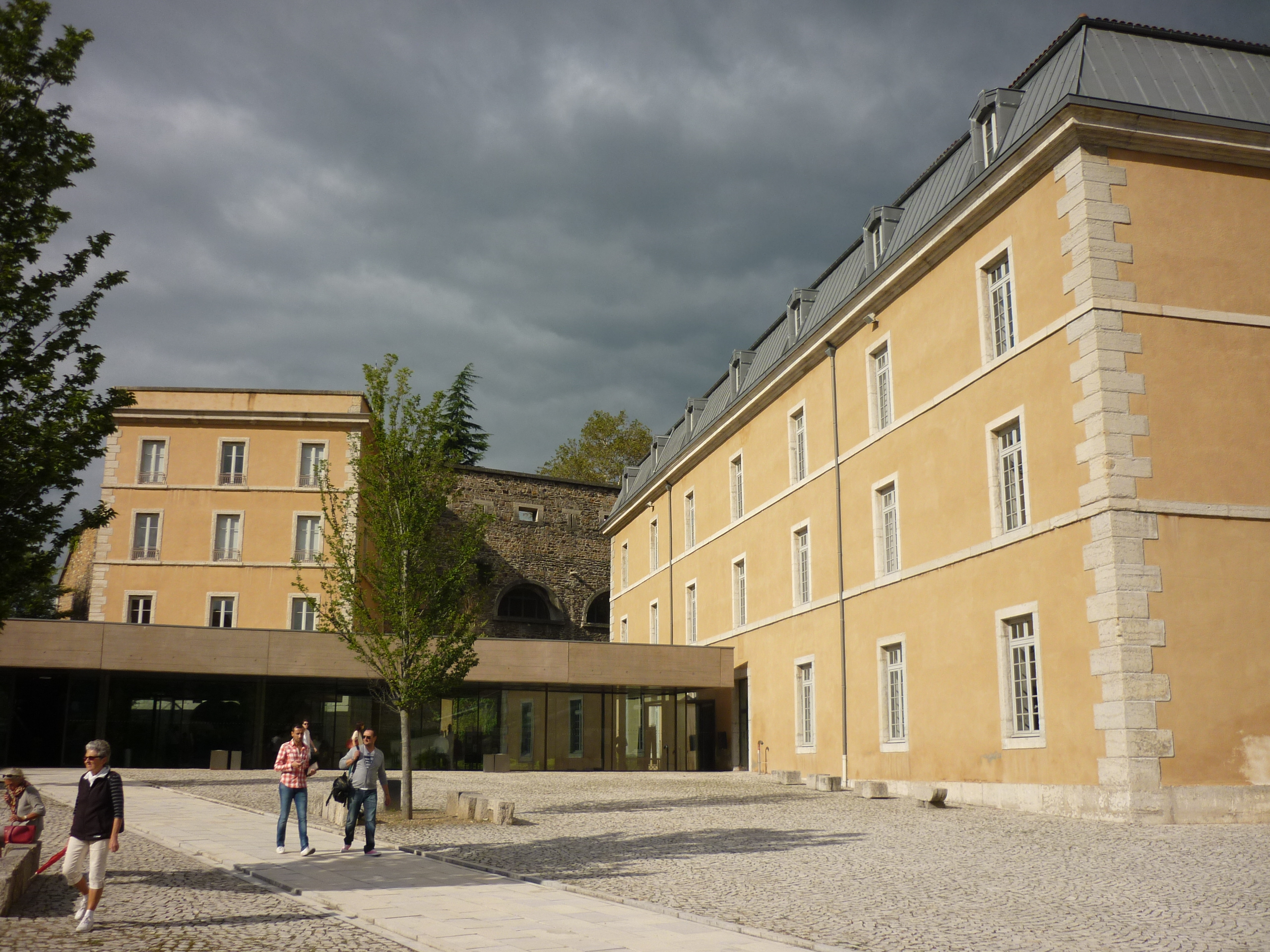
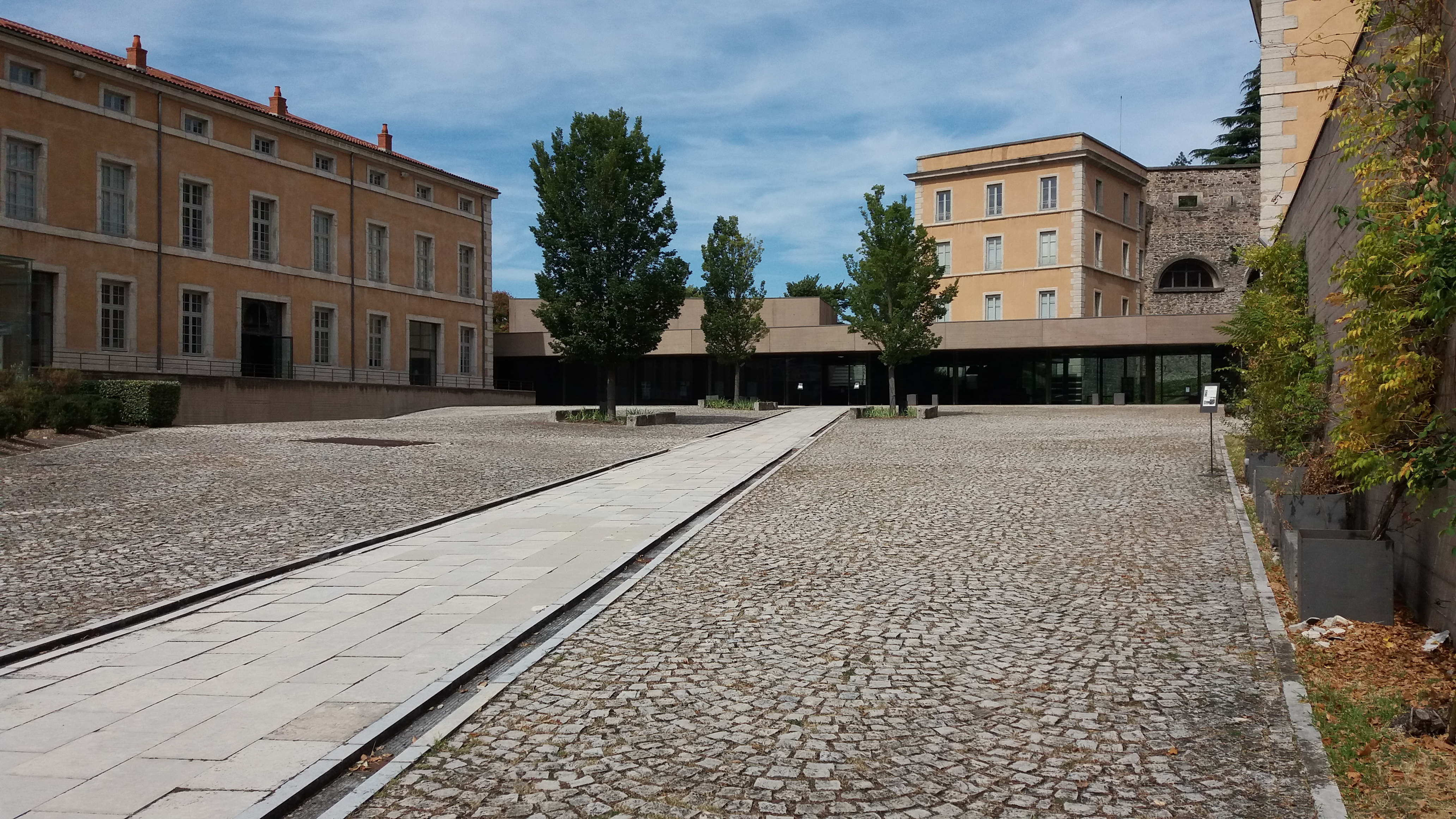